# Kaski (województwo łódzkie)
Kaski – wieś w Polsce położona w województwie łódzkim, w powiecie wieruszowskim, w gminie Galewice.
| SIMC    | Nazwa | Rodzaj    |
| ------- | ----- | --------- |
| 0197439 | Bąk   | część wsi |
| 0197445 | Dołek | część wsi |

W 2004 roku w Kaskach mieszkały 184 osoby.
W latach 1975–1998 miejscowość administracyjnie należała do województwa kaliskiego.